# Бестаев, Сослан Георгиевич
Сосла́н Гео́ргиевич Беста́ев (род. 1938) — осетинский советский колхозник, депутат Верховного Совета СССР.

## Биография
Родился в 1938 году. Осетин. Беспартийный. Образование неполное среднее.
С 1952 года колхозник. В 1957—1961 годах служил в Советской Армии. С 1961 года колхозник колхоза имени Тибилова Знаурского района Юго-Осетинской АО Грузинской ССР.
Депутат Совета Национальностей Верховного Совета СССР 9 созыва (1974—1979) от Знаурского избирательного округа № 739 Юго-Осетинской АО.